# Mullerthal

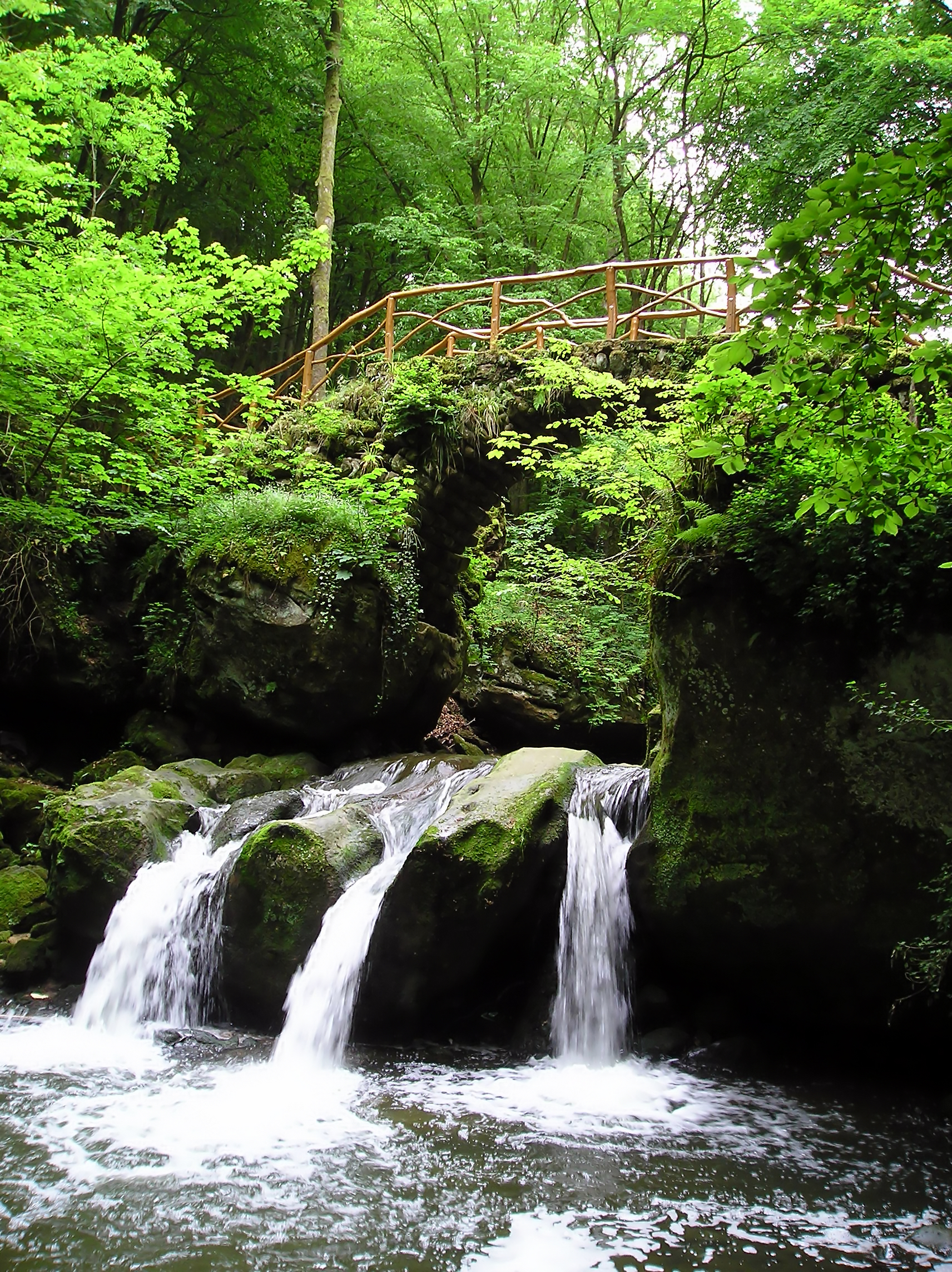
Mullerthal met Schiessentümpel

Het Mullerthal (Luxemburgs: Mëllerdall) is een gebied in het oosten van Luxemburg tegen de Duitse grens aan. Het Mullerthal (in het gelijknamige natuurpark Mëllerdall) valt onder het Gutland. Langs het Mullerthal loopt de drukke doorgaande E29 Echternach-Luxemburg.
Het Mullerthal wordt ook wel in zijn verouderde benaming Klein Zwitserland (Frans: Petite Suisse luxembourgeoise) genoemd vanwege zijn zandsteenformaties, natuurschoon en beekjes met watervallen. Een bekende waterval is de Schiessentümpel. Wandelpaden zoals de Mullerthal Trail doorkruisen de grotten en holen van de grillige zandsteenformaties. Ook de wandelroute GR5 loopt door het gebied.
Aanvankelijk werd met het Mullerthal enkel de directe omgeving van de Zwarte Ernz bedoeld. Omwille van het toeristische succes en de gelijkaardige uitzicht werd het gebied voor de toeristische marketing geleidelijk oostwaarts en westwaarts verderuitgebreid. Zodat de huidige toeristische regio Mullerthal een grotere regio omvat.

## Gemeenten in het Mullerthal
1. Beaufort
2. Bech
3. Berdorf
4. Consdorf
5. Echternach
6. Fischbach
7. Heffingen
8. Rosport-Mompach
9. Larochette
10. Nommern
11. Waldbillig

Bovenstaande gemeenten zijn lid van het Natuurpark Mullerthal. De Mullerthal Trail doet ook nog de gemeentes Vallée de l'Ernz en Junglinster aan.

## Bezienswaardigheden

### Kastelen
1. Burg Beaufort
2. Château de Larochette
3. Hieringer Buerg (Ruine gelegen net bovenop het gehucht Mullerthal)
4. Château de Meysembourg (niet te bezoeken)

### Musea
1. Musée Abbaye - Echternach
2. Musée de Préhistoire Hihof - Echternach
3. Musée didactique sur la Vie des Romains - Echternach
4. Tudor Museum - Rosport

### Mullerthal trail
De Mullerthal trail is een bekroonde wandelroute in Luxemburg. Deze trail bestaat totaal uit zo'n 112 km aan wandelpaden, onderverdeeld in drie hoofdroutes:
1. Route 1: Echternach - Rosport - Moersdorf - Herborn. De totale lengte is 38 km
2. Route 2: Echternach - Berdorf - Mullerthal - Hersberg - Scheidgen. De totale lengte is 40 km
3. Route 3: Mullerthal - Blumenthal - Larochette - Beaufort. De totale lengte is 39 km

Daarnaast zijn er verschillende wat men noemt Extra Touren. Ook deze wandelingen zijn rondwandelingen en vaak iets korter en gelegen grenzend aan het kerngebied van de drie bovenstaande trails, waardoor ze telkens ook in combinatie met één van bovenstaande gewandeld kunnen worden. 
- ExtraTour A: Mederdach - Nommern - Meysembourg - Larochette. De totale lengte is 23 km.
- ExtraTour B: Beaufort - Bigelbaach - Dillingen. De totale lengte is 13 km.
- ExtraTour C: Altrier - Bech- Hersberg. De totale lengte is 9 km.
- ExtraTour D: Junglinster - Graulinster - Altlinster - Bourglinster. De totale lengte is 32 km.

Alle circulaire wandelingen zijn zowel in wijzerzin als tegenwijzerzin aangeduid en kunnen dus in beide richtingen gestapt worden. Gezien de aard van het terrein lenen de verschillende wandelingen zich enkel voor wandelaars en zijn ze niet geschikt voor buggies of rolstoelgebruikers. 